# Ptolemeu de Calcis
Ptolemeu de Calcis (en grec antic Πτολεμαῖος) fou fill de Mennaeus i tetrarca d'Iturea o Calcis (a les monedes porta el títol de tetrarca de Calcis) aproximadament de l'any 85 aC al 40 aC.
Va governar Heliòpolis de Síria i Calcis, a Iturea, des on va fer freqüentment incursions de saqueig a Damasc i Celesíria. Salomé Alexandra, reina regent de Judea va enviar contra ell el seu fill Aristòbul (rei Aristòbul II de Judea 66-63 aC) que no va obtenir cap resultat. Quan Gneu Pompeu va arribar a Síria el 64 aC va cridar a Ptolemeu a respondre dels seus actes, però va poder comprar la seva immunitat donant a Pompeu una suma de mil talents. El 49 aC Alexandre, fill d'Aristòbul, va ser assassinat per ordre de Pompeu, i Ptolemeu va donar protecció als germans i germanes del mort i el seu fill Filipió es va casar amb una de les princeses, Alexandra, però després Ptolemeu es va enamorar d'ella i va fer matar el seu propi fill Filipió, i es va casar amb Alexandra. Després de la batalla de Farsàlia, Juli Cèsar va confirmar a Ptolemeu en els seus dominis. El 42 aC es va aliar amb Marió, tirà de Tir, en un intent per restaurar a Antígon, fill d'Aristòbul, com a rei de Judea, però els dos van ser derrotats per Herodes el Gran. Va governar fins a la seva mort el 40 dC, segons Estrabó i Flavi Josep. El va succeir el seu fill Lisànies I.